# Saint-Placide (métro de Paris)
Pour les articles homonymes, voir Saint Placide (homonymie).
Saint-Placide est une station de la ligne 4 du métro de Paris, située dans le 6e arrondissement de Paris.

## Situation
La station est implantée sous la rue de Rennes à l'intersection avec la rue de Vaugirard, la rue du Regard et la rue Notre-Dame-des-Champs, au cœur du quartier éponyme. Approximativement orientée selon un axe nord-est/sud-ouest, elle s'intercale entre les stations Saint-Sulpice et Montparnasse - Bienvenüe, tout en étant très proche géographiquement de la station Rennes sur la ligne 12.

## Histoire
La station est ouverte le 9 janvier 1910 avec la mise en service du tronçon entre Châtelet et Raspail de la ligne 4, lequel assure la jonction des sections nord et sud existantes de la ligne, permettant aux rames de poursuivre jusqu'à Porte de Clignancourt au nord et Porte d'Orléans au sud.
Elle doit sa dénomination initiale de Rue de Vaugirard à son implantation au croisement de la rue précitée, la plus longue de Paris intra-muros, laquelle menait à l'ancienne commune de Vaugirard.
Le 15 novembre 1913, afin d'éviter toute confusion avec la station Vaugirard ouverte trois ans plus tôt sur la ligne A (actuelle ligne 12) de la Société du chemin de fer électrique souterrain Nord-Sud de Paris (dite Nord-Sud), la station prend son nom actuel de Saint-Placide qu'elle tire de sa proximité avec la rue Saint-Placide, ainsi baptisée en hommage à saint Placide, qui fut l'un des disciples préférés de saint Benoît et le fondateur de l'ordre de Saint-Benoît. 
La station est ainsi la première d'une série de cinq sur le réseau dont le toponyme inaugural a été intégré au nom d'une station plus récente. Suivront ensuite les stations George V (ligne 1), Picpus (ligne 6), Avenue Émile-Zola (ligne 10) et Dugommier (ligne 6), qui cèderont respectivement leur dénomination originelle aux actuelles stations Alma - Marceau (ligne 9), Saint-Mandé (ligne 1), Commerce (ligne 8) et Charenton - Écoles (ligne 8). 
Au milieu des années 1960, les quais de la station voient leur longueur portée de 75 à 90 mètres, comme ceux de l'essentiel des stations de la ligne 4 dans le cadre de sa conversion au roulement pneumatique, réalisée entre octobre 1966 et octobre 1967. Cette opération d'envergure vise à permettre l'accueil de nouvelles rames MP 59 dotées de six voitures, contre cinq pour l'ancien matériel Sprague-Thomson à roulement fer classique, ceci afin d'augmenter le débit de la ligne pour faire face aux importantes surcharges chroniques apparues après la Seconde Guerre mondiale. 
Dans le cadre du programme « Renouveau du métro » de la RATP, les couloirs de la station et l'éclairage des quais sont rénovés le 24 mai 2005.
À partir de 2017, les quais font l'objet d'une modernisation partielle dans le cadre de l'automatisation de la ligne 4, incluant leur rehaussement afin de recevoir des portes palières, dont la pose se déroule d’août à septembre 2019. Les bandeaux d'éclairage blancs et arrondis dans le style « Gaudin » des années 2000 disparaissent au profit d'un modèle de rampe choisi spécifiquement pour accompagner la rénovation de ses stations, effectuée parallèlement à l'automatisation intégrale de la ligne, tandis que les cadres publicitaires métalliques sont remplacés par des écrans inclinés.

### Fréquentation
Selon les estimations de la RATP, la station a vu entrer 3 304 968 voyageurs en 2019, ce qui la place à la 153e position des stations de métro pour sa fréquentation sur 302,. En 2020, avec la crise du Covid-19, son trafic annuel tombe à 1 673 383 voyageurs, ce qui la maintient toutefois au 153e rang, avant de remonter progressivement en 2021 avec 2 391 205 entrants comptabilisés, la classant à la 141e position des stations du réseau pour sa fréquentation cette année-là.

## Services

### Accès
La station dispose d'un accès principal ainsi que d'une sortie secondaire, tous deux agrémentés d'une balustrade en fer forgé dans le style Dervaux des années 1930 :
- l'accès no 1 « Rue Notre-Dame-des-Champs », constitué d'un escalier fixe orné d'un des rares candélabres Val d'Osne du réseau, se trouvant au droit du no 127 de rue de Rennes, à l'angle avec la rue Notre-Dame-des-Champs ;
- l'accès no 2 « Rue de Rennes », constitué d'un escalier mécanique montant permettant uniquement la sortie depuis le quai en direction de Bagneux - Lucie Aubrac, débouchant face au no 120 de la rue précitée.

Accès à la station
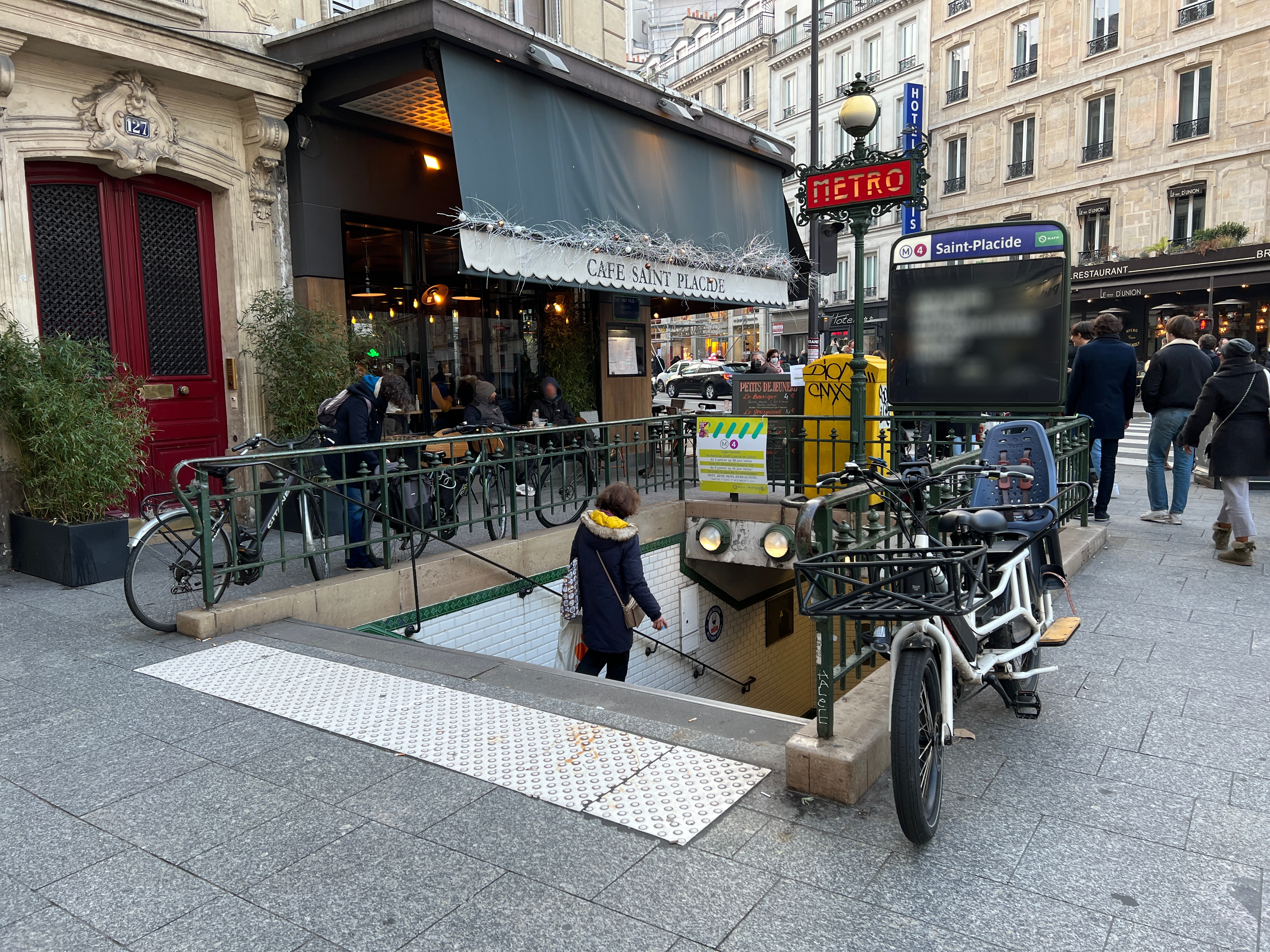
L'accès no 1, « Rue Notre-Dame-des-Champs ».
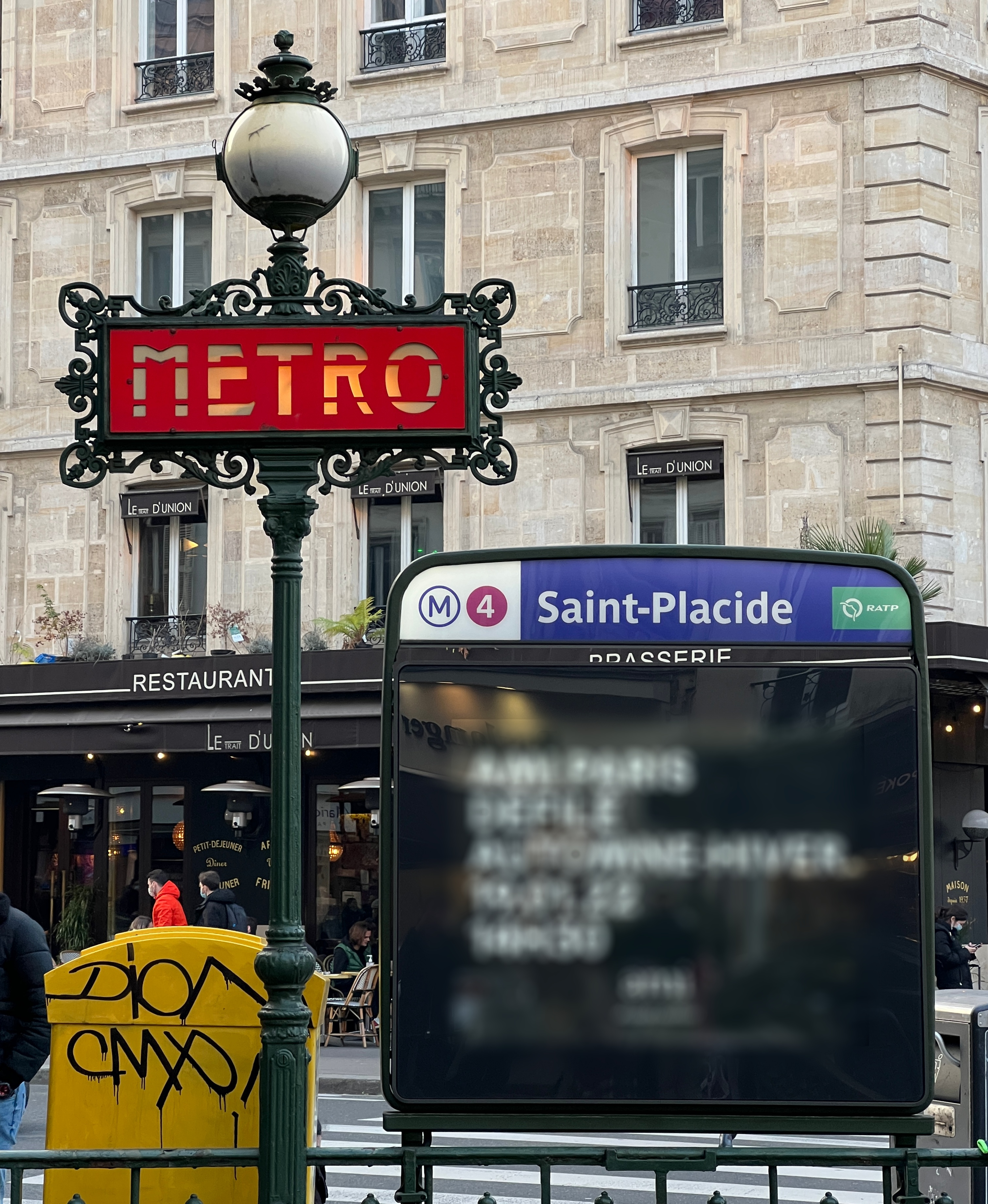
Candélabre « Val d'Osne »
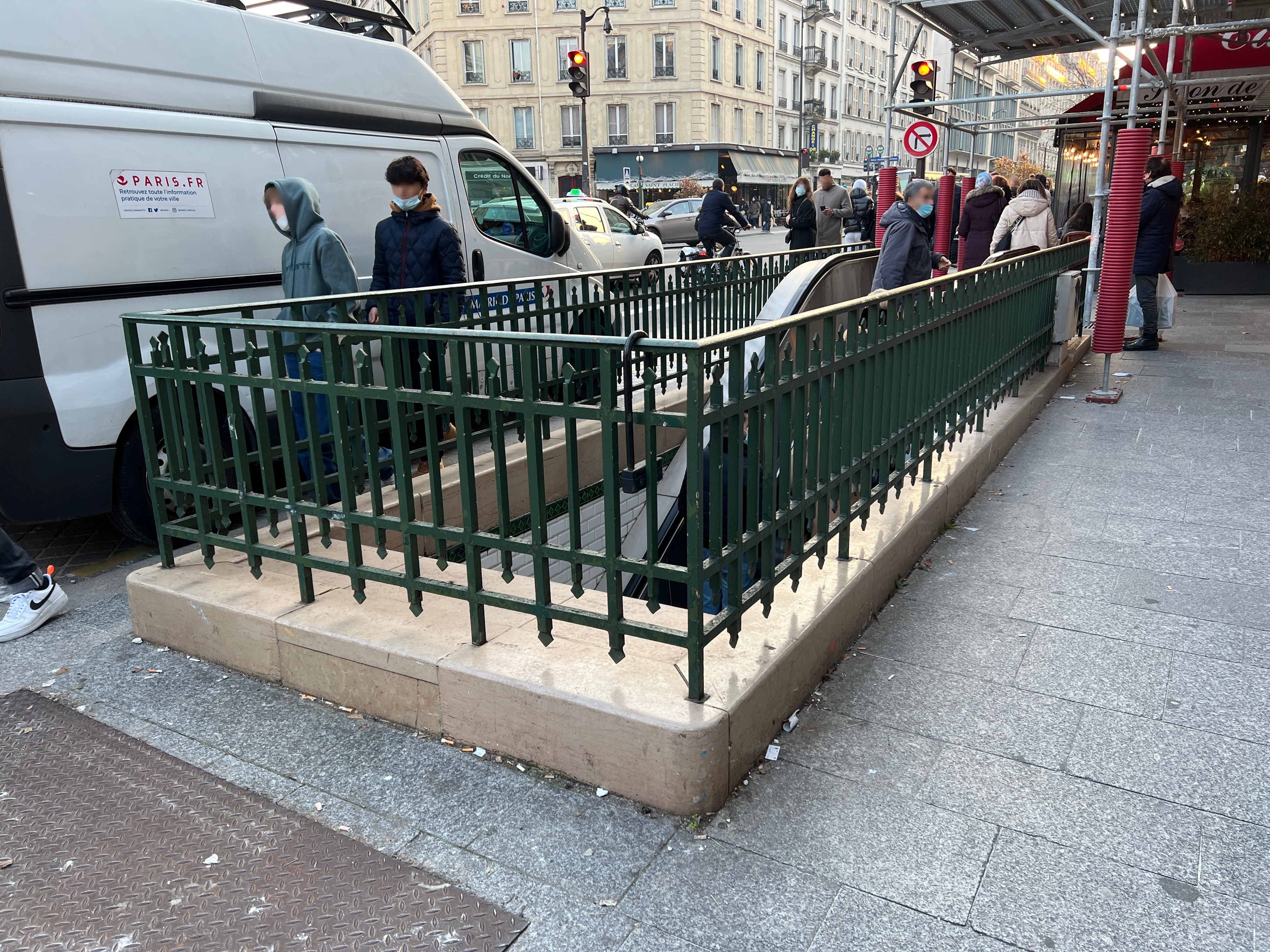
La sortie no 2, « Rue de Rennes ».

### Quais
Saint-Placide est une station de configuration standard pour le métro de Paris : elle possède deux quais, d'une longueur de 90 mètres, séparés par les voies du métro situées au centre et la voûte est elliptique. La décoration est du style utilisé pour la rénovation de ses stations dans le cadre de son automatisation intégrale. Ainsi, les bandeaux d'éclairage indirect sont blancs et spécifiques à cette ligne, tandis que des « coins salons » sont aménagés face aux intercirculations des rames : ils comportent des sièges « Akiko » de couleur bleue, disposés au droit d'un panneau métallique monochrome de couleur jaune en l'occurrence, lequel intègre une plaque émaillée sur laquelle le nom de la station est inscrit en police de caractères Parisine avec un lettrage rétro-éclairé. Les carreaux en céramique blancs biseautés recouvrent les piédroits, la voûte ainsi que les tympans. Le sol est carrelé en deux tons de gris (anthracite sur l'essentiel de la longueur des quais et en gris plus clair au droit des espaces d'attente) et comportent des portes palières intégrales incorporant des écrans SIEL. Chaque piédroit comporte également trois écrans publicitaires inclinés.

Quais de la station
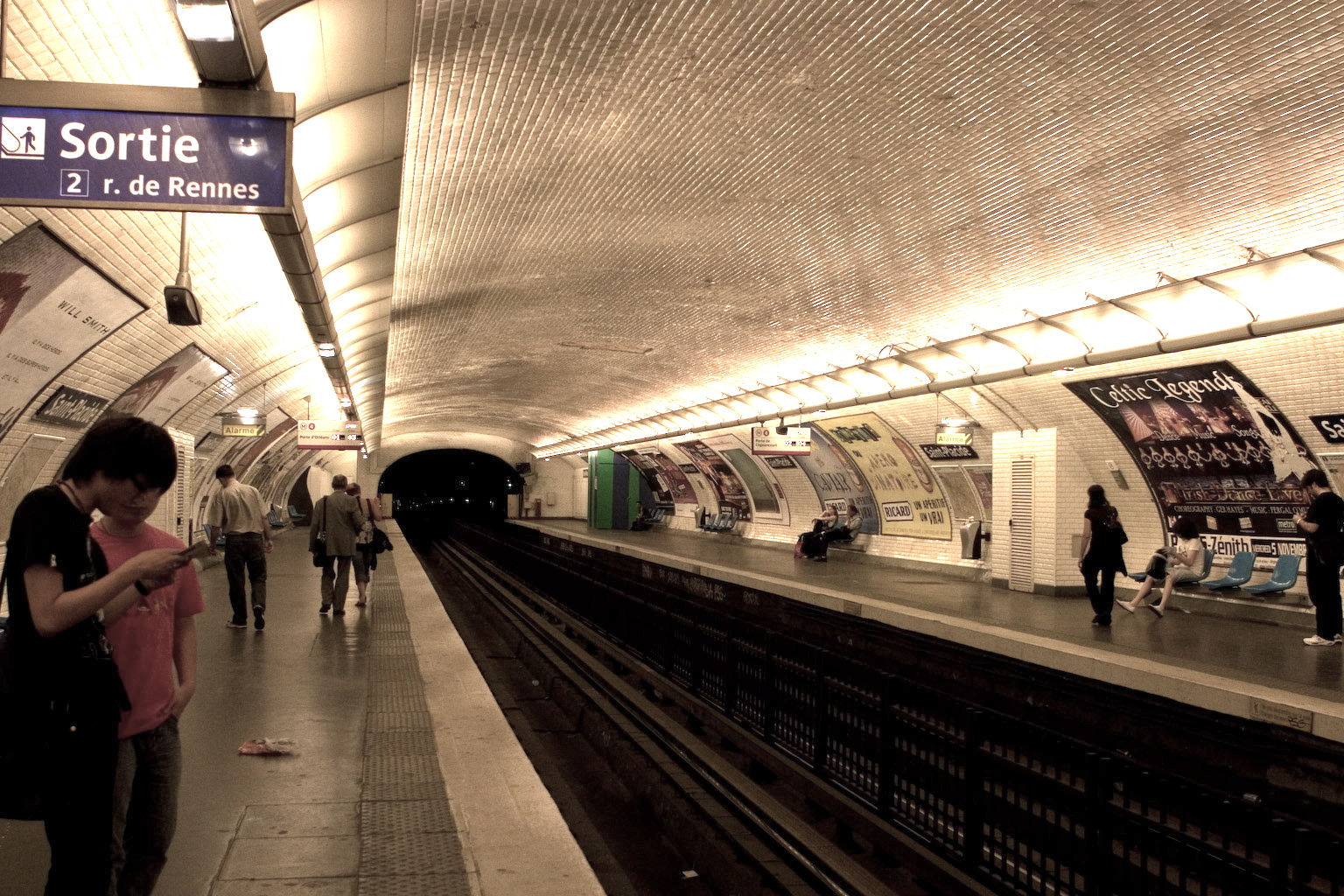
Les quais de la station en 2008, avant les travaux d'automatisation de la ligne 4.
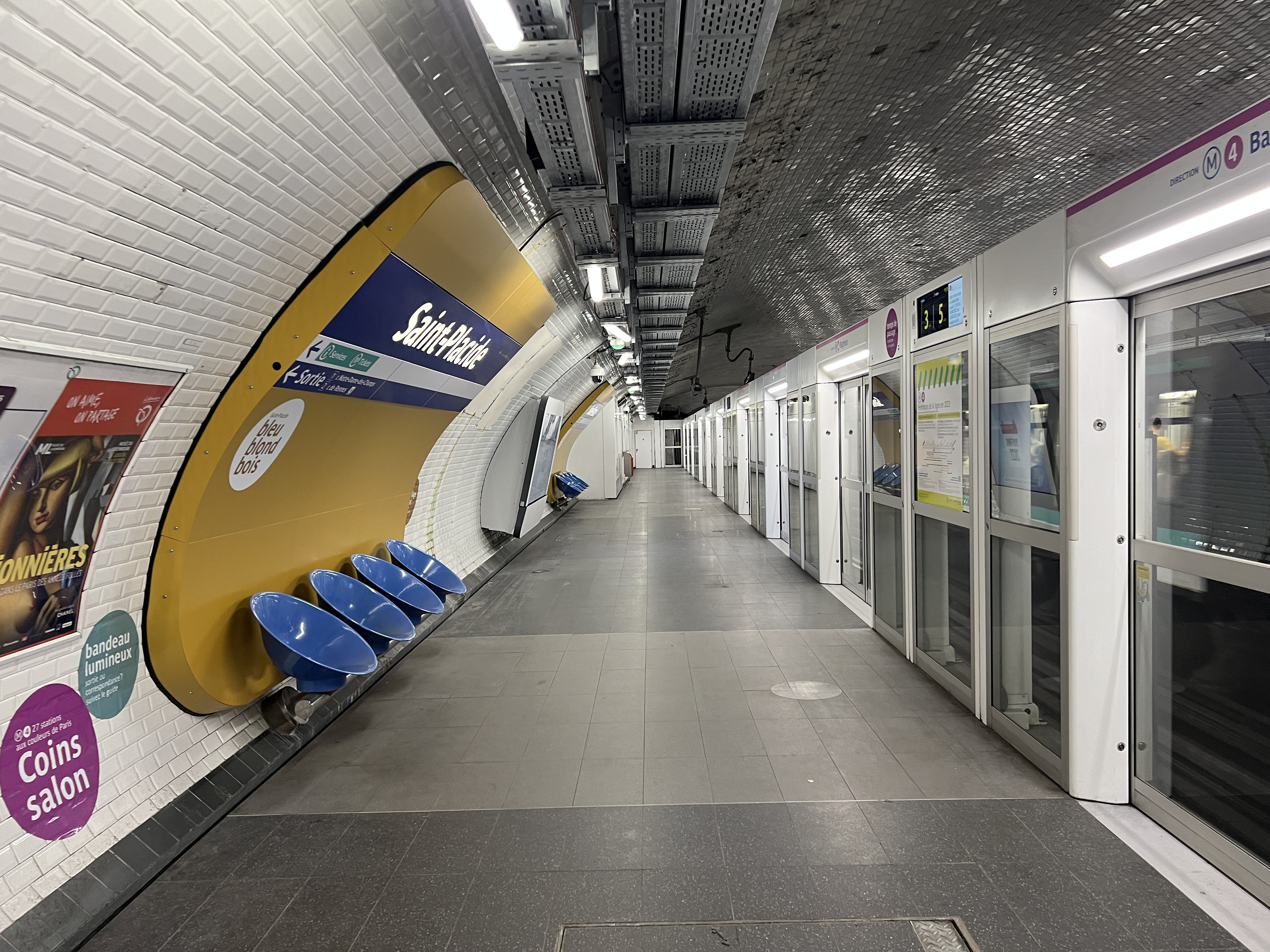
Les quais en cours de finition après la pose des portes palières.
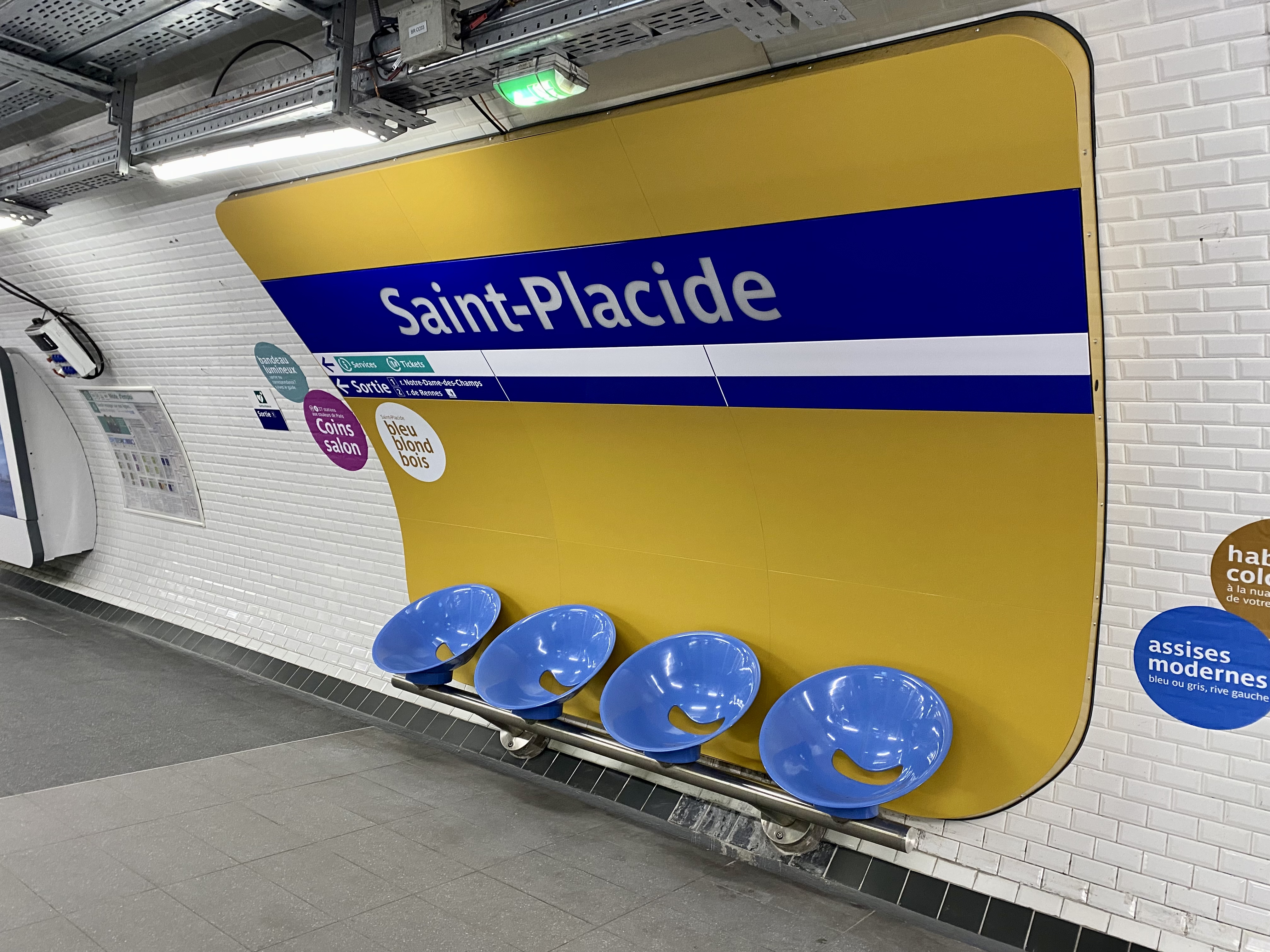
Détail des nouveaux aménagements.

### Intermodalité
La station est desservie par les lignes 39, 89, 94, 95 et 96 du réseau de bus RATP et, la nuit, par les lignes N01, N02, N12 et N13 du réseau Noctilien.

## À proximité
- Section sud commerçante de la rue de Rennes
- École spéciale de mécanique et d'électricité
- Institut privé de préparation aux études supérieures
- Siège de l'Alliance française Paris Île-de-France
- École Ferrandi Paris
- Collège Stanislas
- Institut catholique de Paris
- Jardin du Luxembourg